# Europejski Ruch Republikański
Europejski Ruch Republikański (wł. Movimento Repubblicani Europei, MRE) – włoska liberalna partia polityczna, opowiadająca się za ścisłą integracją w ramach Unii Europejskiej.

## Historia
Ugrupowanie zostało założone w marcu 2001 przez część działaczy Włoskiej Partii Republikańskiej sprzeciwiających się dalszej współpracy z Silvio Berlusconim. MRE przystąpił do Drzewa Oliwnego i wraz z nim do szerokiego bloku wyborczego Unia.
Przewodnicząca partii Luciana Sbarbati w 2004 została jedynym przedstawicielem MRE w Parlamencie Europejskim, ugrupowanie w 2006 uzyskało też jednego posła w Izbie Deputowanych. Ugrupowanie należało do Partii Europejskich Liberałów, Demokratów i Reformatorów i frakcji ALDE.
W 2007 MRE przystąpił do Partii Demokratycznej, zachowując w jej ramach odrębność organizacyjną, działając na zasadzie partii stowarzyszonej. W 2010 ugrupowanie opuściło PD. W 2011 MRE przyłączył się do Włoskiej Partii Republikańskiej. W 2020 z inicjatywy Luciany Sbarbati doszło do reaktywacji ruchu.